# 가가가속도
가가가속도(加加加速度, 영어: snap)란 가가속도가 시간에 따라 변하는 정도를 나타내는 물리량이다. 가속도, 가가속도와 마찬가지로 벡터를 사용해 나타낸다. SI 단위로는 m/s4를 사용한다.
많은 경우, 운동의 분석에서 가속도까지 혹은 일부 공학에서는 가가속도까지 다루는 것이면 충분하기 때문에 흔히 쓰이지는 않고 개념만 정의되어있다.

## 정의
수학적으로 가가가속도는 가가속도를 시간으로 미분한 것으로 정의된다.
{\displaystyle {\vec {s}}={\frac {d{\vec {j}}}{dt}}={\frac {d^{2}{\vec {a}}}{dt^{2}}}={\frac {d^{3}{\vec {v}}}{dt^{3}}}={\frac {d^{4}{\vec {r}}}{dt^{4}}}}
여기서
{\displaystyle \mathbf {j} } : 가가속도
{\displaystyle \mathbf {a} } : 가속도
{\displaystyle \mathbf {v} } : 속도
{\displaystyle \mathbf {r} } : 변위
{\displaystyle t} : 시간
이다.

## 같이 보기
- 변위
- 속도
- 가속도
- 가가속도